# Albert Campabadal Mas
Albert Campabadal Mas (Barcelona, 30 d'octubre de 1949) és un empresari català, president i fundador de Grupo SIFU. És president del Consejo Español para la Defensa de la Discapacidad y la Dependencia (CEDDD); president i membre fundador de la Confederación Nacional de Centros Especiales de Empleo (CONACEE).
Campadabal va iniciar treballant al sector de les benzineres. Sensibilitzat per la discapacitat del seu germà, va començar a contractar persones amb discapacitat a les seves estacions de servei. L'any 1993 va fundar els Servicios Integrales de Fincas Urbanas (SIFU), empresa que neix per oferir serveis de jardineria, neteja i consergeria per comunitats de propietaris i que contracta persones amb discapacitat. El 2013 comptava amb més de 4.000 treballadors amb discapacitat i presència a tot el territori espanyol.